# Вилхелм Адам
Вилхелм Адам (на немски: Wilhelm Adam) е немски офицер, служил като началник-щаб в Райхсвера в периода преди Адолф Хитлер да поеме властта и като генерал по време на Втората световна война.

## Биография

### Ранен живот и Първа световна война (1914 – 1918)
Вилхелм Адам е роден на 15 септември 1877 г. в Ансбах, провинция Средна Франкония, Германска империя. През 1897 г. се присъединява към армията като офицерски кадет. Участва в Първата световна война като командир на баварски пионерни части и до края ѝ се издига до щабен офицер.

#### Междувоенен период
След края на войната остава да служи на Райхсвера, където заема различни постове на свързочен офицер на баварски военен министър, командир на пехотен батальон и на 20-и пехотен полк. Към 1933 г. е възпроизведен в чин генерал-полковник и назначен за главнокомандващ на армията. През същата година е командир и на дивизия и на 4-ти военен окръг.
През 1938 г., само година преди началото на войната, генерала е пенсиониран.

### Втора световна война (1939 – 1945)
По време на Полската кампания е привикан отново на служба в армията. През 1943 г. е пенсиониран отново и до края на войната не е привикан повече. Умира на 8 април 1949 г. в Гармиш-Партенкирхен, ФРГ.